# ريتشارد كويل
ريتشارد كويل (بالإنجليزية: Richard Coyle)‏ هو ممثل بريطاني، ولد في 27 فبراير 1972 بشفيلد في المملكة المتحدة.

## أعمال

### أفلام
- (2004) الخليع
- (2006) سنة جيدة[6]
- (2010)  رمال الزمن
- (2011) 5 أيام من الحرب

### مسلسلات
- مغامرات صابرينا المخيفة[7]

## وصلات خارجية
- ريتشارد كويل على موقع IMDb (الإنجليزية)
- ريتشارد كويل على موقع روتن توميتوز (الإنجليزية)
- ريتشارد كويل على موقع ألو سيني (الفرنسية)
- ريتشارد كويل على موقع ميوزك برينز (الإنجليزية)
- ريتشارد كويل على موقع أول موفي (الإنجليزية)
- ريتشارد كويل على موقع قاعدة بيانات الأفلام السويدية (السويدية)
- ريتشارد كويل على موقع أول ميوزيك (الإنجليزية)
- ريتشارد كويل على موقع ديسكوغز (الإنجليزية)
- ريتشارد كويل على موقع قاعدة بيانات الفيلم (الإنجليزية)
- ريتشارد كويل على موقع كينوبويسك (الروسية)